# 전북대 석불입상
전북대 석불입상은 대한민국 전북특별자치도 전주시 덕진구에 있다. 2009년 10월 30일 전주시의 향토문화유산 제4호로 지정되었다.

## 개요
이 불상은 머리가 결실되고 몸만 대석에 안치되어 있다. 몸체는 단단하면서 풍만한 느낌을 주지만 몸의 굴곡이 전혀 없어 추상적인 느낌을 준다. 법의는 좌견편단으로 어깨에서부터 무릎까지 내려져 있고 그 밑으로는 속옷이 발목까지 덮고 있다.
석불은 돌로 조각한 부처를 의미하며,서 있는 모습을 하고 있어 입상이라고 한다.이 석불은 오른쪽 어깨를 드러낸 모습이며,손의 모양은 중생의 모든 소원을 들어주는 여원인(與願印)과 무서움을 떨쳐버리게 하는 시무외인(施無畏印)을 하고 있다.